# Kismet (Marvel Comics)
Kismet (/kɪzmɪt, - mɛt, kɪs-/) también conocida como Paragon, Su y Ayesha (/aɪiʃə/), es una personaje ficticia que aparece en cómics estadounidenses, publicados por Marvel Comics. Ella existe en el principal universo compartido de Marvel, conocido como el Universo Marvel.
Ayesha aparece en la película de Marvel Cinematic Universe Guardianes de la Galaxia vol. 2 (2017), retratada por Elizabeth Debicki y para Guardianes de la Galaxia vol. 3 (2023) creando a Adam Warlock.

## Biografía
Es originalmente conocida como Paragon, Kismet fue segunda de intento del Enclave de crear artificialmente un ser superpoderoso en su ciudadela de la Ciencia "The Beehive" (su primer intento fue El, más tarde conocido como Adam Warlock). El Enclave tenía la intención de crear un ser superpoderoso para controlar. "Nacido" antes de ser completamente formado, Paragon apareció como una figura masculina muscular. Paragon luchó contra Hulk, luego anuló el control de la Enclave y hundió su cuartel general de Colmena antes de incubarse en un capullo tal como Warlock a menudo lo haría.
Cuando salió del capullo en su forma más familiar de pelo rubio y piel dorada, estaba escasamente vestida sólo con un traje de baño rojo. Como una réplica femenina de Warlock, tomó el nombre de Ella (una referencia al nombre original de Warlock, Él) y buscó a Warlock para aparearse con él. Sin embargo, Warlock había muerto algunos años antes, viajando poco tiempo en el futuro para robar su propia alma con su Gema del Alma en un suicidio retorcido. Confiada en que ella sería capaz de revivirlo, Ella logró restaurar y reanimar su cuerpo, pero con su mente y su alma desaparecidos, se vio obligada a tristemente devolverlo a su tumba. Ella se dispuso a explorar el cosmos para encontrar una posible pareja.
Ayudó a recuperar el planeta U'sr'pr, cuya ecología fue arrasada, invocando la ira del Consorcio. Ella fue llamada por los nativos J'ridia Starduster. Más adelante, ella fue ayudada por Alpha Flight y Los Vengadores contra el consorcio.
Algún tiempo después de comenzar su búsqueda para encontrar a Warlock, descubrió que Warlock había sido resucitado su cuerpo y alma. Sin embargo, él la rechaza, dejándola sollozando en el suelo. Después de esto, realizó una competencia entre algunos de los hombres más poderosos de la Tierra, uniendo vainas reproductivas a sus cuellos para ver cómo reaccionarían. Ella seleccionó a Quasar, Hércules, Hombre Maravilla, Hyperion, Doc Samson y Forgotten One para esta tarea. Luchó contra Quasar y fue atacada por Jack of Hearts, pero fue salvada por Quasar de Dragón Lunar. Como Quasar fue el único que no destruyó su vaina, se vuelve su atención a él durante un tiempo, Hasta que su novia Kayla Ballantine (en posesión de Star Brand) la golpeó severamente y la forzó a volver a la forma del capullo para curar. Sin embargo, decidió convertirse en compañera de Quasar por un tiempo.
Alrededor de este tiempo, examinó a los otros héroes de la Tierra, juzgándolos sobre el estatus de apareamiento. Por ejemplo, rechaza a los hombres de los X-Men, ya que su estructura genética los hace demasiado inestables. Ella también ayuda a Quasar en la "Operación: Tormenta Galáctica" de 1992, la historia Starbolt, y guardando voluntariamente las Puertas Estelares que, por su misma operación, amenazan la existencia de la Tierra. Esto no va bien, ya que se involucra en una pelea con Binario y también el Super-Skrull. Poco después de la guerra, ella fue envuelta por el Devorador de Almas y fue rescatada por Quasar.
Durante sus aventuras con Quasar tomó el nombre de Kismet, después de la palabra árabe para el destino. Luchó contra la Flota Negra destruyendo el planeta Scadam. Más tarde se llegó al rescate de sus tres creadores de la colmena. Al curarlos en capullos similares a los suyos, se convirtieron en superhumanos de piel dorada. Los cuatro viajaron al espacio.
Más tarde, cambió su nombre otra vez, a Ayesha. Durante este tiempo, ella estaba bajo el control del supervillano Crucible en Genosha.

## Poderes y habilidades
Kismet es un ser artificial creado a través de la ingeniería genética por el Enclave. Ella tiene la capacidad de tocar, almacenar y manipular la energía cósmica para una variedad de efectos, incluyendo la proyección de los tornillos de la fuerza concussive y el vuelo. La energía cósmica realza sus atributos físicos a niveles sobrehumanos, y realza su metabolismo y su fuerza de la vida, impidiéndole envejecer, y haciéndola virtualmente inmortal. Ella puede recuperarse de lesiones graves creando un capullo de energía cósmica de las moléculas circundantes en el cual ella puede descansar y regenerarse. Ella puede reanimar el tejido muerto proyectando una porción de su fuerza vital cósmica dentro de ella. Kismet no puede restaurar el espíritu de un ser (astral) a un cuerpo que ella resucita si ese espíritu ha dejado el cuerpo.

## Otras versiones

### Tierra X
En la serie limitada Tierra X, Mar-Vell se reencarna como el hijo del sintético Adam Warlock / El y Kismet / Ella.

### Fantastic Four: The End
En la serie limitada Cuatro Fantásticos: El Fin, Kismet (bajo el nombre de Ayesha), aparentemente, ha tomado el manto de Capitán Marvel en un futuro no muy lejano.

### Guardianes de la Galaxia
Stakar Vaughn, Starhawk, nació en los superhéroes Quasar y Kismet en la línea de tiempo alternativa de los Guardianes de la Galaxia (Tierra-691) alrededor del año 2002. Stakar es instantáneamente robado por Era, el hijo malvado de Eon, y criado por extraterrestres amistosos. Kismet se retira a un monasterio durante cientos de años, donde se compromete a no usar sus poderes. Stakar, una vez adulto, la encuentra. Juntos, visitan la tumba de Quasar. Averiguan, a través de Era y el halcón-dios que Stakar adora, que Quasar había sido deliberadamente enviado a su muerte y Eón, el mismo había sido atrapado. Kismet y Stakar se dedican a cazar Era.

## En otros medios

### Películas
- Una variación de Ayesha aparece en la película de Universo cinematográfico de Marvel Guardianes de la Galaxia vol. 2 (2017), interpretada por Elizabeth Debicki.[16] Esta versión es la suma sacerdotisa de la raza soberana de piel dorada. Ella contrata a los Guardianes para derrotar a un monstruo y a cambio les da a Nebula a quien había encarcelada por robar las valiosas baterías de los Soberanos. Rocket Raccoon acaba robando las valiosas baterías de su carrera, lo que da como resultado que envíe a sus flotas para atacarlos, llevándolas inadvertidamente a Ego el Planeta Viviente. Durante toda la película, Ayesha hace numerosos intentos de llevar a los Guardianes a la justicia, pero es continuamente frustrado. En una de las escenas poscréditos, Ayesha está agotada de la prueba y planea crear un nuevo miembro de la raza Soberana para vengarse de los Guardianes en su nombre. Ella nombra a esta creación, Adam.
- Ayesha aparecerá en la próxima película de MCU Guardianes de la Galaxia vol. 3 (2023), retratada nuevamente por Elizabeth Debicki.[17] Ella y Adam continúan buscando venganza contra los Guardianes hasta que ella es asesinada por el creador de los Soberanos, el Alto Evolucionador.

### Videojuegos
Una versión híbrida de Ayesha aparece como personaje jugable en Lego Marvel Super Heroes 2, con la voz de Olivia Mace. Esta versión tiene la apariencia y la actitud de su encarnación cinematográfica junto con las habilidades y el origen de su contraparte del cómic.